# Верхня Яфа
Султанат Верхня Яфа (араб. سلطنة يافع العليا) — арабська держава, що існувала у північно-східній частині нинішньої мухафази Лахдж в Південному Ємені (з XVIII століття до 1967). Шейх Верхньої Яфи прийняв титул султана близько 1800. На чолі султанату стояла династія Аль-Хархара (англ. Harharah).
Столицею Султанату Верхня Яфа було місто Махджаба (англ. Mahjaba).

## Історія султанату

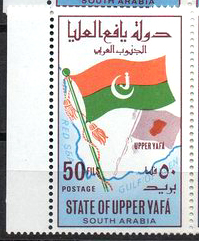
Марка Султанату Верхня Яфа, 1967

Шейхи з клану Аль-Хархара племені Яфа панували на території Верхньої Яфи з початку XVIII століття. Близько 1800 шейх Кахтана I бін Умар з клану аль-Хархара прийняв титул султана Верхньої Яфи. До складу султанату увійшли васальні місцеві племінні шейхство Аль-Бусі, Ад-Дхубі, Аль-Хадрамі, Аль-Мафлахі та Аль-Маусата.
У 1895 Султанат Верхня Яфа формально увійшов до складу британського Протекторату Аден, хоча англійської присутності в гірському султанаті практично не спостерігалося аж до 1944.
У 1959–1960 султанат вперто відмовлявся від вступу в заснованої британцями Федерації Арабських Еміратів Півдня, внаслідок чого від Верхньої Яфи було відірвано шейхство Мафлахі, включене у Федерацію.
18 січня 1963 султанат Верхня Яфа, єдина з західно-єменських держав, увійшла до складу британського Протекторату Південної Аравії.
Монархія у Верхній Яфе скасована 29 листопада 1967, а територія султанату увійшла до складу Народної Республіки Південного Ємену.

## Шейхи та султани (з бл. 1800) Верхньої Яфи
- близько 1730–1735 Алібін Ахмад бін Хархара
- близько 1735–1750 Ахмадбін Алі аль-Хархара
- близько 1750–1780 Саліх Iбін Ахмад аль-Хархара
- близько 1780–1800 Умар Iбін Саліх аль-Хархара
- близько 1800–1810 Кахтана Iбін Умар аль-Хархара
- близько 1810–1815 Умар IIбін Кахтана аль-Хархара
- близько 1815–1840 Кахтана IIбін Умар аль-Хархара
- близько 1840–1866 Абдаллахбін Насир бін Саліх аль-Хархара
- 1866–1875 Хусейнбін Абі Бакр бін Кахтана аль-Хархара
- 1875–1895 Мухаммад Iбін Алі бін Саліх бін Ахмад аль-Хархара
- 1895–1903 Кахтана IIIбін Умар бін Хусейн аль-Хархара
- 1903–1913 Саліх IIбін Умар бін Хусейн аль-Хархара
- 1913–1919 Умар IIIбін Кахтана бін Умар аль-Хархара
- 1919–1927 Саліх IIбін Умар бін Хусейн аль-Хархара
- 1927–1948 Умар IVбін Саліх аль-Хархара
- 1948-29.11.1967 Мухаммад II бін Саліх аль-Хархара